# Wancourt British Cemetery
Le cimetière « Wancourt British Cemetery » est un cimetière de la Première Guerre mondiale situé à Wancourt dans le département français du Pas-de-Calais.

## Sépultures
| Pays        | Sépultures |
| ----------- | ---------- |
| Royaume-Uni | 1 688      |
| Canada      | 246        |
| Total       | 1 934      |

## Pour approfondir